# Surucuatrogon
Surucuatrogon (Trogon surrucura) är en fågel i familjen trogoner inom ordningen trogonfåglar.

## Utseende och läte
Hane surucuatrogon är violblå på huvud och bröst, grön på ryggen och vit under stjärten. Färgen på buken och en ring runt ögat skiljer sig geografiskt, rött i söder och gult i norr. Honan har grått bröst och undersidan av stjärten är grå med vita spetsar. Lätet består av en stigande serie "kwa", likt grönryggig trogon men snabbare.

## Utbredning och systematik
Surucuatrogon delas in i två distinkta underarter med följande utbredning:
- Trogon surrucura aurantius – förekommer i östra Brasilien (Minas Gerais till Rio de Janeiro och norra São Paulo)
- Trogon surrucura surrucura – förekommer från södra Brasilien till Paraguay, Uruguay och norra Argentina

Underarten aurantius urskiljs som egen art av Birdlife International och internationella naturvårdsunionen IUCN, Trogon aurantius.

## Levnadssätt
Surucuatrogonen hittas i skogar och skogsområden. Den ses i skogens mellersta och övre skikt.

## Status
IUCN bedömer hotstatus för de båda underarterna (eller arterna) var för sig, båda som livskraftiga.

## Bilder

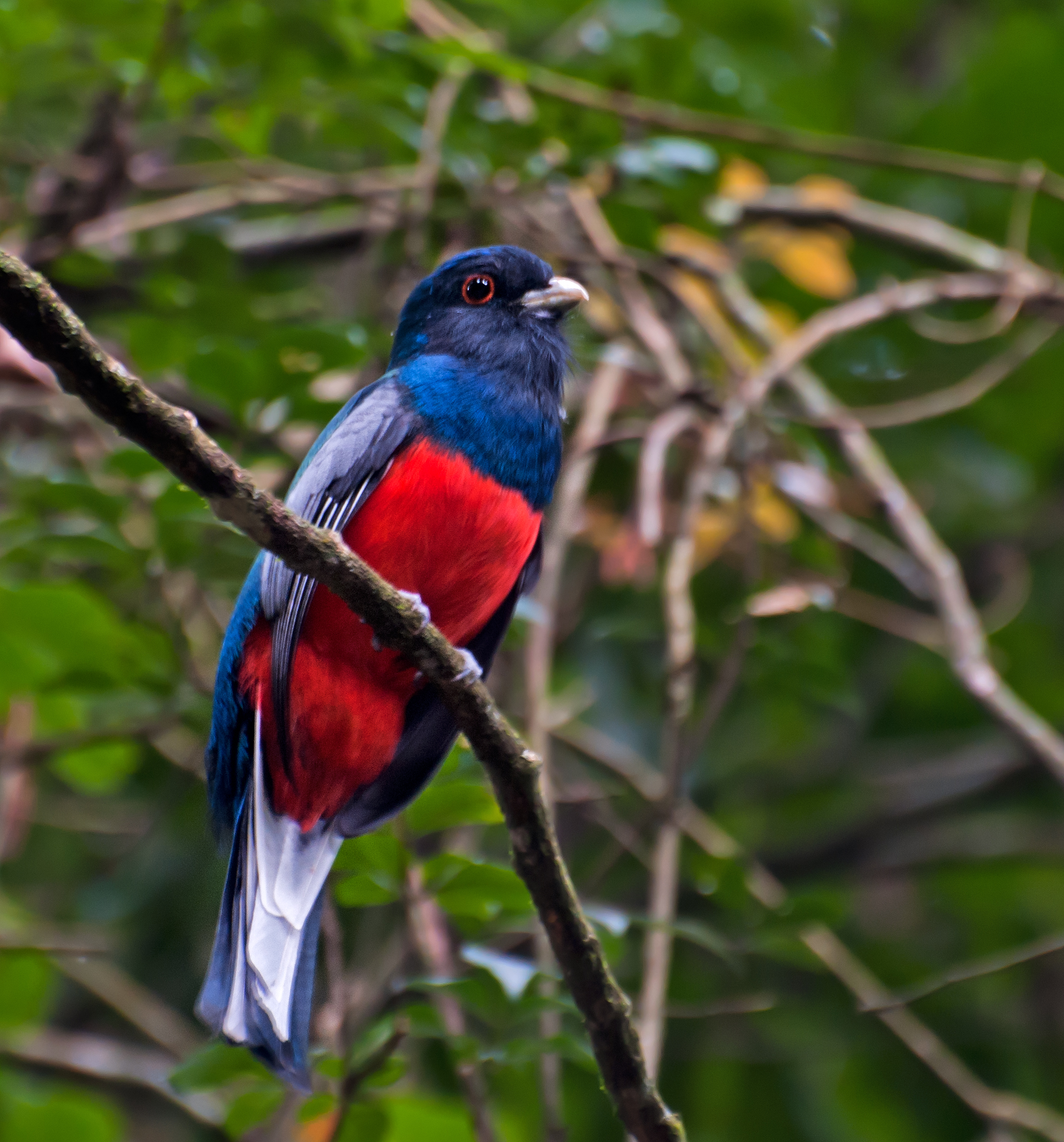
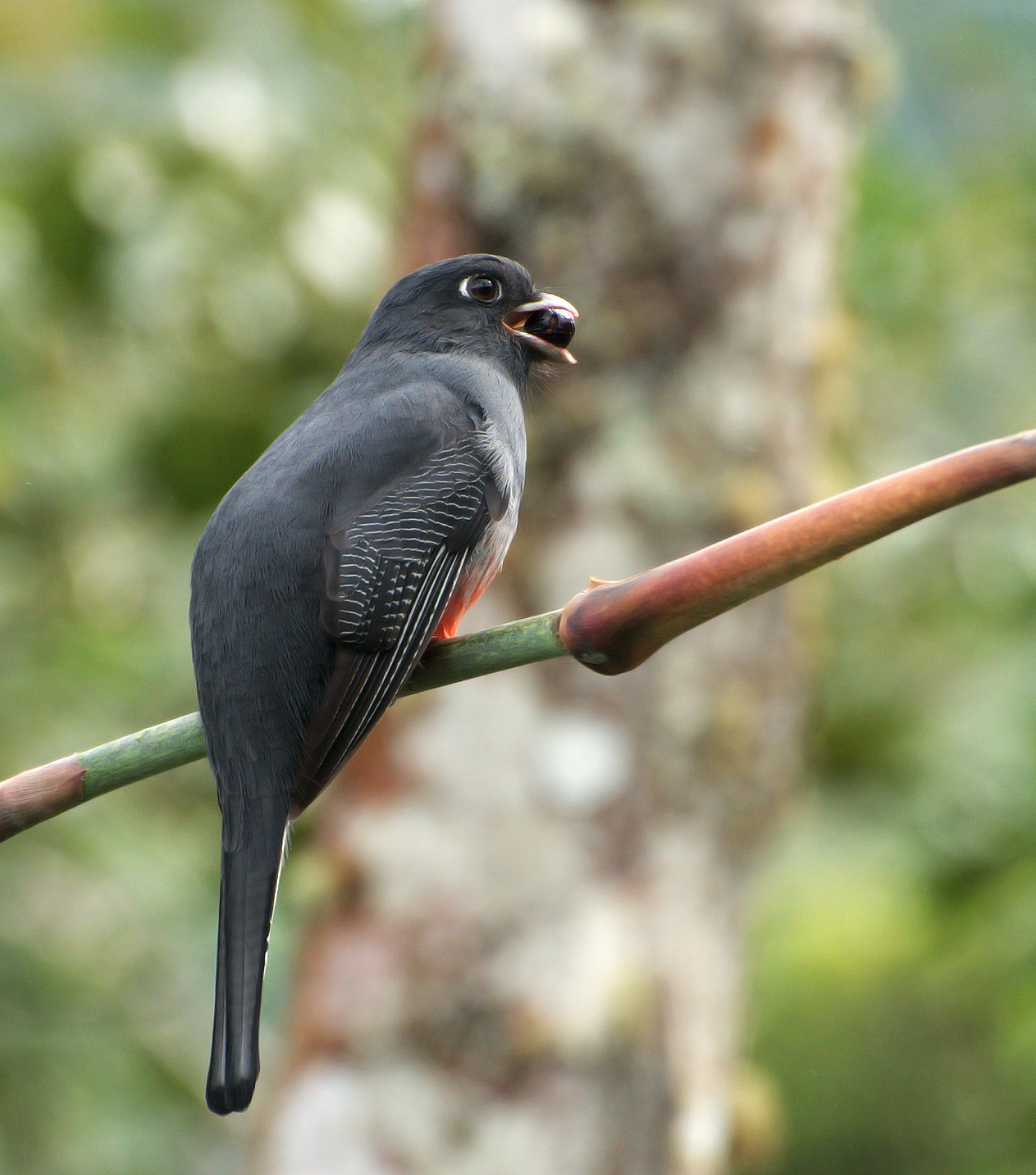
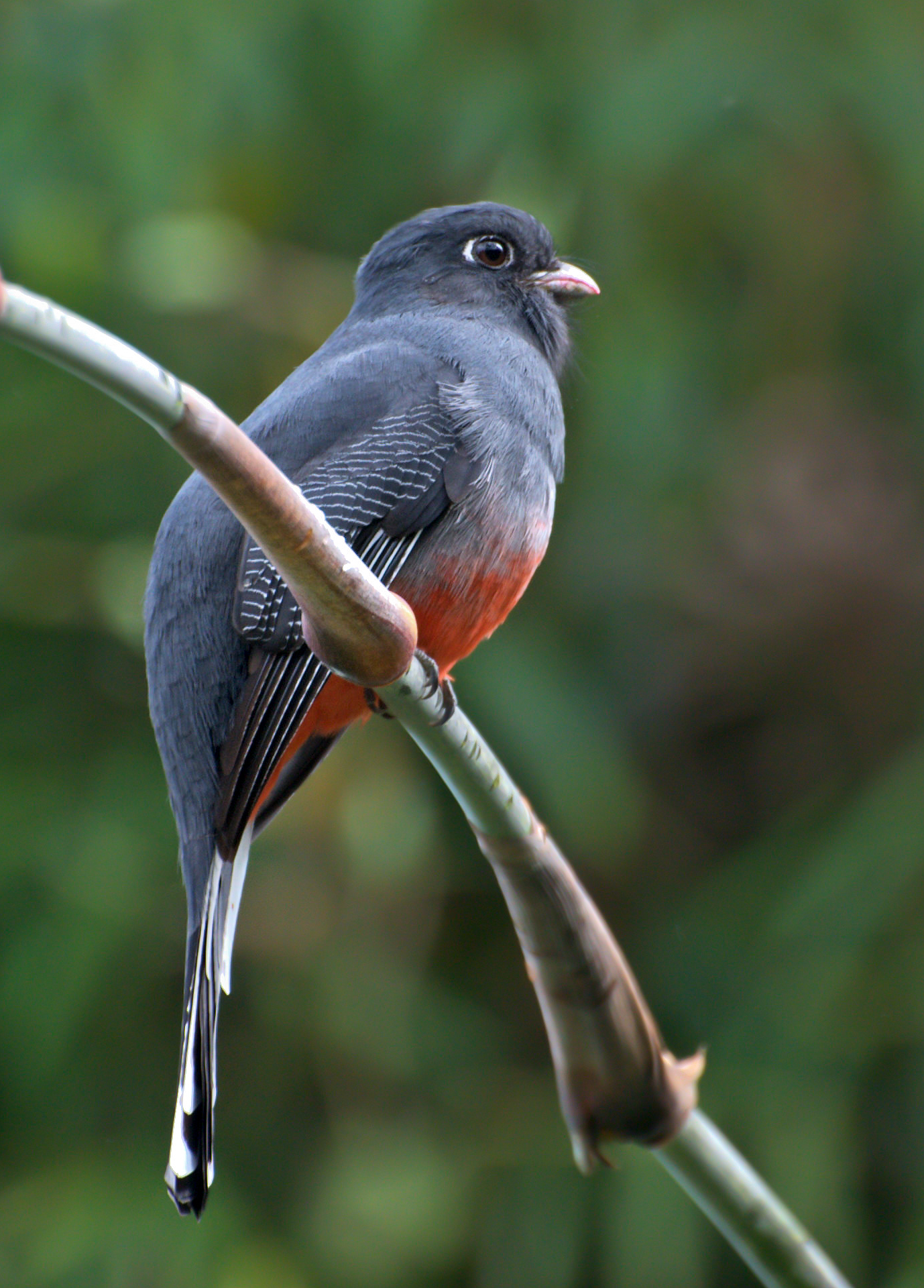